# ヴァイオリン協奏曲第1番 (パガニーニ)
ヴァイオリン協奏曲第1番ニ長調 作品6は、ニコロ・パガニーニが1817年から1818年頃に作曲し、最初に出版されたヴァイオリン協奏曲である。

## 概要

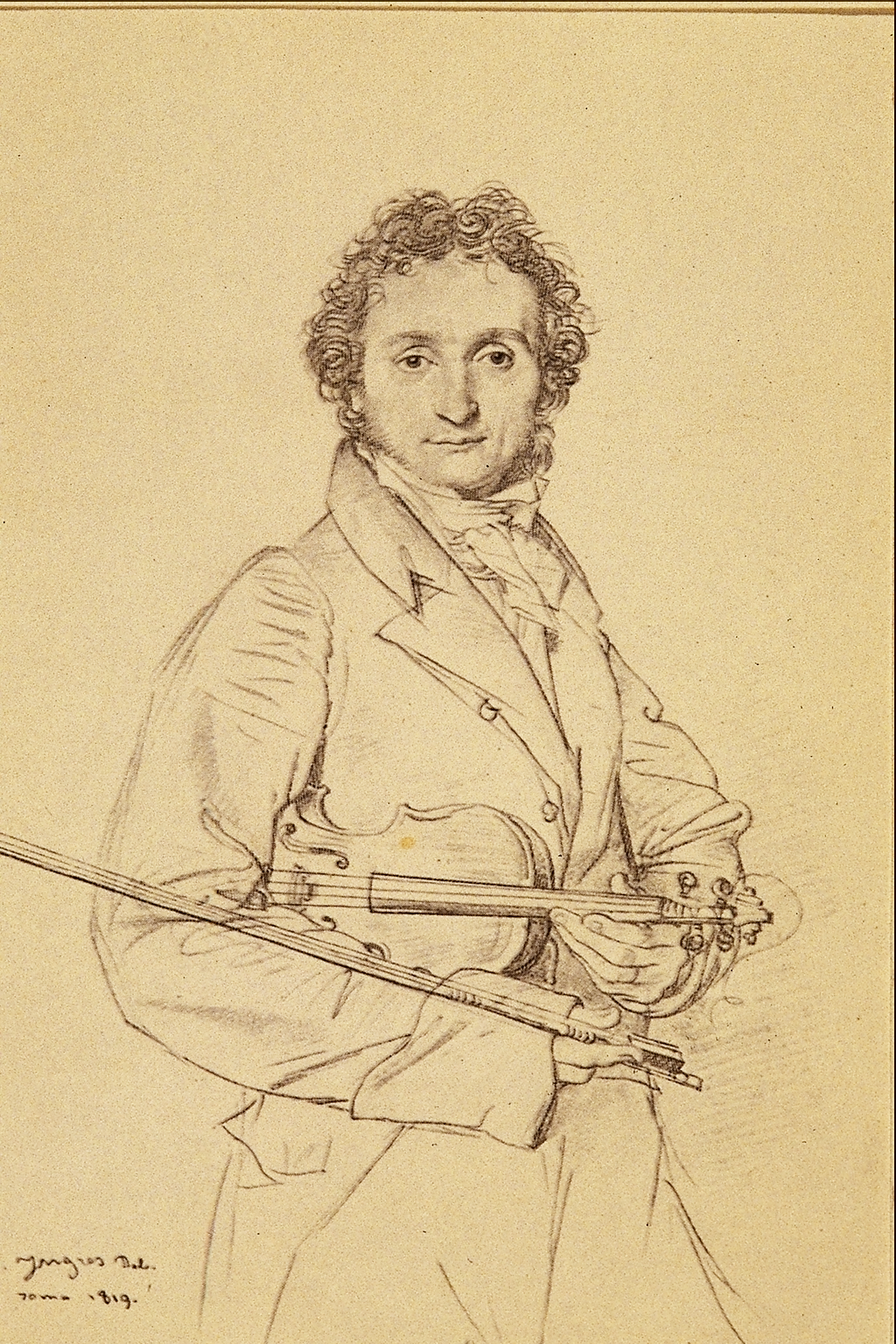
パガニーニの肖像画（1819年）

1819年3月29日に初演され（1821年7月30日に再演）、1820年に出版された。なお、この曲より前の1815年頃に書かれたホ短調の協奏曲（第6番）があるものの、ヴァイオリンパートのみ現存しており、現在では管弦楽部分を補筆して演奏される。
本来、この曲は変ホ長調で書かれており、独奏ヴァイオリンのパートのみニ長調で書かれていた。パガニーニは独奏ヴァイオリンの調弦を半音上げるスコルダトゥーラを行い（本来g-d1-a1-e2に対しas-es1-b1-f2）、「楽譜どおり」演奏することにより、他の弦楽器よりも独奏の音色を輝かしいものにするとともに、フラット系が多い管楽器が演奏しやすいようにしたのである。
また、逆に通常のヴァイオリンの調弦では変ホ長調を演奏するのはニ長調よりもはるかに難しいので、パガニーニが故意に変ホ長調で楽譜を出版し、自分があたかも変ホ長調を通常の調弦で演奏しているかのように装って技巧を誇張し、いわば人々を欺いていたという説もある。
しかし、現在では管弦楽のパートも半音下げて、ニ長調の曲として演奏される機会が圧倒的に多い（その際は、独奏ヴァイオリンのスコルダトゥーラはしない）。なお、レスリー・ハワードにより自筆譜を元にした変ホ長調の原典版が出版されており、1991年度パガニーニ国際コンクールの優勝者であるマッシモ・クアルタは協奏曲全集でこの版により演奏した録音を出している。
全曲を通して、二重フラジオレットやスピカート奏法、急速な3度のダブル・ストッピングなど、困難な技法があちこちに散りばめられたヴァイオリン協奏曲史上屈指の難曲の一つとして、数多くのヴァイオリニストたちに取り上げられている。
また、管弦楽はヴァイオリンソロを際立たせるために簡潔ながら劇的に響く書法で書かれており、ロッシーニらのオペラからの影響が指摘されている。
なお版については第二次世界大戦前までは、ドイツのヴァイオリニスト・アウグスト・ウィルヘルミが大幅にカットを施した版が演奏されてきた。現在では原典版が演奏されるのがほとんどだが、フリッツ・クライスラーが管弦楽を充実させた版が時折演奏される。
演奏時間は約35分。

## 編成
フルート1、オーボエ2、クラリネット2、ファゴット1、ホルン2、トランペット2、トロンボーン1、弦楽合奏。
出版後、パガニーニは編成を拡張した版も作成した。この版では、フルート1、コントラファゴット、ホルン2、トロンボーン2（オリジナルのパートをバストロンボーンが担当する）、ティンパニ、トルコ風バンダ（"banda turca"、バスドラム、クラッシュシンバル、サスペンデッド・シンバル）が加わり、オリジナル版よりも賑やかになるが、一般に演奏される機会はない。

## 楽章構成
第1楽章 Allegro maestoso – Tempo giusto
ニ長調（変ホ長調）、4分の4拍子。変則的な協奏的ソナタ形式で書かれている。ロッシーニの『セビリアの理髪師』序曲のような出だしで始まり、第1主題、第2主題が提示される。技巧を凝らした独奏部、展開部を経て第2主題のみ再現され、クライマックスでは左手のピッツィカートが登場する。
第2楽章 Adagio espressivo
ロ短調（ハ短調）、4分の4拍子。ドラマティックなオーケストラの前奏に始まり、弦の伴奏に乗ってヴァイオリンがアリアを思わせる歌を歌う。
第3楽章 Rondo Allegro spiritoso – Un poco più presto
ニ長調（変ホ長調）、4分の2拍子。ロンド形式。第2楽章から続けて演奏され、スタッカートやピッツィカートなどが駆使されてクライマックスを形作る。
なお、リストが1838年に作曲したパガニーニによる超絶技巧練習曲の第3番では後半部分にこの楽章の第１主題も変イ長調に移調して用いられたが、1851年のパガニーニによる大練習曲(改訂版,最終稿)「ラ・カンパネラ」ではこの主題は削除された。